# Härbärget
Härbärget var ett i Lund under de första årtiondena av 1800-talet existerande sällskap, vars blomstringstid inföll under 1810- och 1820-talen.
Medlemmarna, "härbärgisterna", utgjordes huvudsakligen av akademiska lärare, men även av skollärare och präster. Esaias Tegnér, vilken var medelpunkten och själen i sällskapet, säger, "att det var själssympati, levnadslust, ungdomlig världsåsikt och litterära intressen, icke reglementariska föreskrifter och statuter, som förenade dess ledamöter".
Sällskapet hade sina sammankomster hos adjunkten, sedermera professorn Bengt Magnus Bolméer, en älskvärd och urban personlighet, som var Härbärgets "värd"; i det hus vid Lilla torget nära det nuvarande universitetshuset, där han hade sin lilla enkla ungkarlslägenhet och där han även sedan bodde som gift (med den av Tegnér besjungna Laura Lundblad), synas resande stundom tagit in – därav möjligen namnet "Härbärget". Huset hade före Bolméers inflyttning varit gästgivargård. Även Christopher Isac Heurlin bodde i samma hus.
Diskussionerna och samtalen vände sig kring litterära, sociala, kyrkliga samt politiska ämnen, och dagens "on dits" kommenterades kvickt och glatt. Åtskilliga små satiriska versifikationer utgick från Härbärget (bland annat såg Tegnérs "Hammarspik" där dagen, 1815), och roliga infall i mängd spridde sig därifrån bland allmänheten.
Man skrädde inte orden, och humorn var ofta nog burlesk, men de mustiga historierna och infallen adlades av kvickheten. Diskussionerna antog emellertid ofta en allvarlig prägel, och där grundlades åskådningssätt och framlades åsikter, som sedermera blev av stor betydelse för stat, kyrka, kommun och universitet. Härbärget torde inte ha utgjort något slutet sällskap med sträng begränsning; det var närmast en vänskapskrets, där man alltjämt även som äldre kunde föra "ett glatt kamratliv", som Tegnér yttrar.
Pehr Henrik Ling och Carl Peter Hagberg samt Christopher Isac Heurlin var före avflyttningen från Lund bland de flitigaste härbärgisterna. Den sistnämnde, som 1816 flyttade till Växjö, besökte Härbärget också framdeles då och då; liksom än mer de i Skåne anställda prästerna H. Danielsson, O. Bolméer, G.H. Aulin och den kvicke H. Stenström, alla Tegnérs intima vänner. Andra besökare var universitetsprofessorerna Johan Holmbergson och Anders Lidbeck, Jonas Palm, Axel Otto Lindfors och J. M. Lindfors.
Efter hand förändrades sammansättningen på härbärget. Jonas Palm som varit skollärare i Malmö blev kyrkoherde på landsbygden, liksom H. Stenström och O. Bolméer. Ling fick sin verksamhet förlagd till Stockholm och Christopher Isac Heurlin till Växjö. Axel Otto Lindfors drog sig tillbaka från sällskapet och hans bror J. M. Lindfors som varit en av sällskapets kvickaste medlemmar måste på 1820-talet lämna Lund.
Bland dem, som stannade längre i Lund, märks i kretsen framför allt Carl Adolph Agardh, vidare professor Jonas Albin Engeström och vice bibliotekarien E. Schütz samt konsistorienotarien J. J. Palm, Härbärgets politiker. 
Efter Tegnérs avresa från Lund (maj 1826) var härbärgisternas samkväm mera fåtaligt besökta och sammanhållningen mattare.